# سلطان قلبها
سلطان قلب‌ها فیلمی ایرانی به کارگردانی محمدعلی فردین در سال ۱۳۴۷ است. فردین فیلم‌نامه این کار را نوشته ‌است. عارف خواننده این فیلم است. از این فیلم به عنوان یکی از مشهورترین فیلم‌های تاریخ سینمای ایران یاد می‌شود. سلطان قلبها پرفروش‌ترین فیلم در سال ۱۳۴۷ شد.

## خلاصه داستان
زوج جوانی در جریان حادثه‌ای هر کدام با این تصور که همسرش درگذشته، سال‌ها دور از هم زندگی می‌کنند. مرد خوانندهٔ معروفی می‌شود و زن در حادثه‌ای بینایی اش را از دست می‌دهد. سال‌ها بعد مرد اتفاقاً با دخترکی روبرو می‌شود و بی‌آنکه بداند دختر چه رابطه‌ای با او دارد سبب معالجه مادر دختر و همسر خود می‌شود. مرد قصد ازدواج با زن متمولی را دارد اما در شب عروسی، همسر و فرزند حضور می‌یابند تا از او تشکر کنند و بدین ترتیب زوج قدیمی پس از مدت‌ها یکدیگر را بازیافته و زندگی تازه‌ای را با هم شروع می‌کنند.
فردین به خاطر بازی در این فیلم جایزه بهترین بازیگر مرد سال یعنی جایزه سپاس را دریافت نمود. فردین با بازی در این فیلم به سلطان قلب‌ها ملقب شد.

## بازیگران و صداپیشگان
| بازیگران         | نقش‌ها     | گویندگان               |
| ---------------- | --------- | ---------------------- |
| محمدعلی فردین    | سعید      | چنگیز جلیلوند          |
| آذر شیوا         | ستاره     | رفعت هاشم‌پور           |
| لیلا فروهر       | خورشید    | ناهید امیریان شمس‌آبادی |
| ویکتوریا         | فتنه      | شهلا ناظریان           |
| همایون           | رضا       | عزت‌الله مقبلی          |
| حبیب‌الله بلور    | پدر ستاره | مازیار بازیاران        |
| محمدتقی کهنمویی  | رمضون     | محمود نوربخش           |
| غلامحسین بهمنیار | رجب       | اصغر افضلی             |
| جمشید مهرداد     | جمشید     | حسین عرفانی            |
| نیکتاج صبری      | مادر سعید | پروین‌دخت نویدی         |
| یاسمین           | لیلا      | فاطمه فرخنده مآل       |
| رضا عبدی         | حسین      | صادق ماهرو             |

## موسیقی متن
در ابتدا، قرار بود به مانند گذشته، ایرج به جای محمدعلی فردین بخواند اما (طبق گفته عوامل دیگر فیلم)، به علت اینکه ایرج مبلغ بیشتری بابت این کار درخواست کرده بود، به پیشنهاد آهنگساز این کار، انوشیروان روحانی، قرار شد عارف به جای ایرج بخواند. محمدعلی فردین، کارگردان و مهدی میثاقیه تهیه‌کننده، این تغییر و جابجایی را ریسک بزرگی می‌دانستند و معتقد بودند با این کار، مردم از این فیلم استقبال نخواهند کرد ولی با اصرار انوشیروان روحانی، فردین برخلاف میل باطنی با حضور عارف به عنوان خواننده در کنار عهدیه موافقت کرد. پس از اکران در سینماها، فیلم با اقبال عمومی مواجه شد و ترانه «سلطان قلبها» با صدای عارف با استقبال بسیار زیادی مواجه شد که منجر به شهرت بیشتر این خواننده جوان شد و عارف به مانند فردین، ملقب به سلطان قلبها شد (که البته خود وی با این لقب مخالف است).
این ترانه را که تداعی‌کننده این فیلم، با بازی فردین و صدای عارف است، بارها خوانندگان دیگری چون لیلا فروهر بازخوانی کرده‌اند. این موسیقی حتی از مرزهای ایران نیز فراتر رفت و در افغانستان نیز خواننده مشهور احمد ظاهر آنرا به بهترین نوع اجرا، نمود. همچنین رضا صادقی، خواننده ایرانی نیز در سال‌های اخیر، با الهام از این ترانه، موسیقی نسبتاً هم ریتم و هم آهنگ را با همین نام، منتشر کرد. این موسیقی همچنان به عنوان یکی از تمارین اصلی در کلاس‌های آموزش موسیقی یا نوازندگان خیابانی به کار می‌رود.

## اشاراتِ فرهنگی
در فیلمنامهٔ ماهیِ بهرام بیضایی اعلانِ این فیلم بر دیوارِ اتاقِ ماهی است.
نیکا شاکرمی در آخرین روزهای زندگی خود این ترانه را بازخوانی کرد که علیرغم کوتاه بودن، بشدت مورد توجه جهانی قرار گرفت و چند خواننده مشهور جهان این ترانه را به یاد نیکا بازخوانی کردند.